# Qualificazioni al campionato europeo femminile under 19 di calcio 2014
Le qualificazioni al Campionato europeo femminile under 19 di calcio 2014 prevedono due fasi. Nella prima 44 squadre sono state divise in 11 gironi di 4. Le prime classificate di ogni girone e le 10 migliori seconde si sono qualificate per la seconda fase, a cui sono state ammesse direttamente Germania, Inghilterra e Spagna.

Le 24 squadre rimaste sono state divise in 6 gironi di 4. Le vincitrici di ogni girone e la migliore seconda classificata si qualificheranno per la fase finale

## Primo turno
Le partite si sono disputate dal 21 al 26 settembre 2013.

### Gruppo 1
Giocato in Austria.
| Pos. | Squadra     | Pt | G | V | N | P | GF | GS | DR  |
| ---- | ----------- | -- | - | - | - | - | -- | -- | --- |
| 1.   | Austria     | 9  | 3 | 3 | 0 | 0 | 15 | 0  | +15 |
| 2.   | Croazia     | 6  | 3 | 2 | 0 | 1 | 8  | 6  | +2  |
| 3.   | Azerbaigian | 3  | 3 | 1 | 0 | 2 | 6  | 5  | +1  |
| 4.   | Israele     | 0  | 3 | 0 | 0 | 3 | 0  | 18 | -18 |

| Data       | Ora         | Partita     | Partita | Partita     |
| ---------- | ----------- | ----------- | ------- | ----------- |
| 21-09-2013 | 11:00 UTC+2 | Croazia     | 3 - 1   | Azerbaigian |
| 21-09-2013 | 16:00 UTC+2 | Austria     | 8 - 0   | Israele     |
| 23-09-2013 | 11:00 UTC+2 | Israele     | 0 - 5   | Croazia     |
| 23-09-2013 | 16:00 UTC+2 | Austria     | 2 - 0   | Azerbaigian |
| 26-09-2013 | 16:00 UTC+2 | Croazia     | 0 - 5   | Austria     |
| 26-09-2013 | 16:00 UTC+2 | Azerbaigian | 5 - 0   | Israele     |

### Gruppo 2
Giocato in Irlanda.
| Pos. | Squadra    | Pt | G | V | N | P | GF | GS | DR  |
| ---- | ---------- | -- | - | - | - | - | -- | -- | --- |
| 1.   | Danimarca  | 7  | 3 | 2 | 1 | 0 | 16 | 2  | +14 |
| 2.   | Irlanda    | 7  | 3 | 2 | 1 | 0 | 12 | 3  | +9  |
| 3.   | Grecia     | 3  | 3 | 1 | 0 | 2 | 4  | 7  | -3  |
| 4.   | Kazakistan | 0  | 3 | 0 | 0 | 3 | 0  | 20 | -20 |

| Data       | Ora         | Partita    | Partita | Partita    |
| ---------- | ----------- | ---------- | ------- | ---------- |
| 21-09-2013 | 13:00 UTC+1 | Danimarca  | 4 - 0   | Grecia     |
| 21-09-2013 | 19:00 UTC+1 | Irlanda    | 7 - 0   | Kazakistan |
| 23-09-2013 | 13:00 UTC+1 | Danimarca  | 10 - 0  | Kazakistan |
| 23-09-2013 | 19:00 UTC+1 | Grecia     | 1 - 3   | Irlanda    |
| 26-09-2013 | 17:00 UTC+1 | Irlanda    | 2 - 2   | Danimarca  |
| 26-09-2013 | 17:00 UTC+1 | Kazakistan | 0 - 3   | Grecia     |

### Gruppo 3
Giocato in Lituania.
| Pos. | Squadra    | Pt | G | V | N | P | GF | GS | DR  |
| ---- | ---------- | -- | - | - | - | - | -- | -- | --- |
| 1.   | Svezia     | 9  | 3 | 3 | 0 | 0 | 21 | 1  | +20 |
| 2.   | Portogallo | 6  | 3 | 2 | 0 | 1 | 11 | 3  | +8  |
| 3.   | Estonia    | 3  | 3 | 1 | 0 | 2 | 2  | 15 | -13 |
| 4.   | Lituania   | 0  | 3 | 0 | 0 | 3 | 0  | 15 | -15 |

| Data       | Ora         | Partita    | Partita | Partita    |
| ---------- | ----------- | ---------- | ------- | ---------- |
| 21-09-2013 | 13:00 UTC+3 | Svezia     | 8 - 1   | Estonia    |
| 21-09-2013 | 16:00 UTC+3 | Portogallo | 4 - 0   | Lituania   |
| 23-09-2013 | 15:00 UTC+3 | Estonia    | 0 - 7   | Portogallo |
| 23-09-2013 | 18:00 UTC+3 | Svezia     | 10 - 0  | Lituania   |
| 26-09-2013 | 17:00 UTC+3 | Portogallo | 0 - 3   | Svezia     |
| 26-09-2013 | 17:00 UTC+3 | Lituania   | 0 - 1   | Estonia    |

### Gruppo 4
Giocato in Finlandia.
| Pos. | Squadra   | Pt | G | V | N | P | GF | GS | DR |
| ---- | --------- | -- | - | - | - | - | -- | -- | -- |
| 1.   | Finlandia | 9  | 3 | 3 | 0 | 0 | 9  | 1  | +8 |
| 2.   | Rep. Ceca | 6  | 3 | 2 | 0 | 1 | 11 | 4  | +7 |
| 3.   | Moldavia  | 1  | 3 | 0 | 1 | 2 | 3  | 9  | -6 |
| 4.   | Fær Øer   | 1  | 3 | 0 | 1 | 2 | 2  | 11 | -9 |

| Data       | Ora         | Partita   | Partita | Partita   |
| ---------- | ----------- | --------- | ------- | --------- |
| 21-09-2013 | 12:00 UTC+3 | Rep. Ceca | 7 - 0   | Fær Øer   |
| 21-09-2013 | 15:00 UTC+3 | Finlandia | 4 - 0   | Moldavia  |
| 23-09-2013 | 14:00 UTC+3 | Rep. Ceca | 3 - 1   | Moldavia  |
| 23-09-2013 | 19:00 UTC+3 | Fær Øer   | 0 - 2   | Finlandia |
| 26-09-2013 | 16:00 UTC+3 | Finlandia | 3 - 1   | Rep. Ceca |
| 26-09-2013 | 16:00 UTC+3 | Moldavia  | 2 - 2   | Fær Øer   |

### Gruppo 5
Giocato in Bielorussia.
| Pos. | Squadra     | Pt | G | V | N | P | GF | GS | DR  |
| ---- | ----------- | -- | - | - | - | - | -- | -- | --- |
| 1.   | Russia      | 9  | 3 | 3 | 0 | 0 | 13 | 1  | +12 |
| 2.   | Bielorussia | 6  | 3 | 2 | 0 | 1 | 5  | 3  | +2  |
| 3.   | Galles      | 1  | 3 | 0 | 1 | 2 | 1  | 7  | -6  |
| 4.   | Cipro       | 1  | 3 | 0 | 1 | 2 | 4  | 12 | -8  |

| Data       | Ora         | Partita     | Partita | Partita     |
| ---------- | ----------- | ----------- | ------- | ----------- |
| 21-09-2013 | 16:00 UTC+3 | Russia      | 7 - 1   | Cipro       |
| 21-09-2013 | 16:00 UTC+3 | Galles      | 0 - 1   | Bielorussia |
| 23-09-2013 | 16:00 UTC+3 | Russia      | 1 - 0   | Bielorussia |
| 23-09-2013 | 16:00 UTC+3 | Cipro       | 1 - 1   | Galles      |
| 26-09-2013 | 16:00 UTC+3 | Galles      | 0 - 5   | Russia      |
| 26-09-2013 | 16:00 UTC+3 | Bielorussia | 4 - 2   | Cipro       |

### Gruppo 6
Giocato in Serbia.
| Pos. | Squadra              | Pt | G | V | N | P | GF | GS | DR |
| ---- | -------------------- | -- | - | - | - | - | -- | -- | -- |
| 1.   | Paesi Bassi          | 9  | 3 | 3 | 0 | 0 | 8  | 0  | +8 |
| 2.   | Serbia               | 4  | 3 | 1 | 1 | 1 | 4  | 6  | -2 |
| 3.   | Bosnia ed Erzegovina | 3  | 3 | 1 | 0 | 2 | 5  | 4  | +1 |
| 4.   | Malta                | 1  | 3 | 0 | 1 | 2 | 2  | 9  | -7 |

| Data       | Ora         | Partita              | Partita | Partita              |
| ---------- | ----------- | -------------------- | ------- | -------------------- |
| 21-09-2013 | 15:00 UTC+2 | Paesi Bassi          | 2 - 0   | Bosnia ed Erzegovina |
| 21-09-2013 | 15:00 UTC+2 | Serbia               | 2 - 2   | Malta                |
| 23-09-2013 | 15:00 UTC+2 | Paesi Bassi          | 3 - 0   | Malta                |
| 23-09-2013 | 15:00 UTC+2 | Bosnia ed Erzegovina | 1 - 2   | Serbia               |
| 26-09-2013 | 15:00 UTC+2 | Serbia               | 0 - 3   | Paesi Bassi          |
| 26-09-2013 | 15:00 UTC+2 | Malta                | 0 - 4   | Bosnia ed Erzegovina |

### Gruppo 7
Giocato in Slovenia.
| Pos. | Squadra  | Pt | G | V | N | P | GF | GS | DR  |
| ---- | -------- | -- | - | - | - | - | -- | -- | --- |
| 1.   | Polonia  | 7  | 3 | 2 | 1 | 0 | 13 | 0  | +13 |
| 2.   | Italia   | 5  | 3 | 1 | 2 | 0 | 6  | 2  | +4  |
| 3.   | Slovenia | 4  | 3 | 1 | 1 | 1 | 9  | 6  | +3  |
| 4.   | Albania  | 0  | 3 | 0 | 0 | 3 | 0  | 20 | -20 |

| Data       | Ora         | Partita  | Partita | Partita  |
| ---------- | ----------- | -------- | ------- | -------- |
| 21-09-2013 | 16:00 UTC+2 | Italia   | 2 - 2   | Slovenia |
| 21-09-2013 | 16:00 UTC+2 | Polonia  | 9 - 0   | Albania  |
| 23-09-2013 | 16:00 UTC+2 | Italia   | 4 - 0   | Albania  |
| 23-09-2013 | 16:00 UTC+2 | Slovenia | 0 - 4   | Polonia  |
| 26-09-2013 | 16:00 UTC+2 | Polonia  | 0 - 0   | Italia   |
| 26-09-2013 | 16:00 UTC+2 | Albania  | 0 - 7   | Slovenia |

### Gruppo 8
Giocato in Repubblica di Macedonia.
| Pos. | Squadra   | Pt | G | V | N | P | GF | GS | DR  |
| ---- | --------- | -- | - | - | - | - | -- | -- | --- |
| 1.   | Scozia    | 9  | 3 | 3 | 0 | 0 | 29 | 1  | +28 |
| 2.   | Romania   | 6  | 3 | 2 | 0 | 1 | 8  | 11 | -3  |
| 3.   | Macedonia | 3  | 3 | 1 | 0 | 2 | 4  | 12 | -8  |
| 4.   | Georgia   | 0  | 3 | 0 | 0 | 3 | 5  | 22 | -17 |

| Data       | Ora         | Partita   | Partita | Partita   |
| ---------- | ----------- | --------- | ------- | --------- |
| 21-09-2013 | 16:00 UTC+2 | Scozia    | 7 - 0   | Macedonia |
| 21-09-2013 | 16:00 UTC+2 | Romania   | 5 - 2   | Georgia   |
| 23-09-2013 | 16:00 UTC+2 | Scozia    | 14 - 1  | Georgia   |
| 23-09-2013 | 16:00 UTC+2 | Macedonia | 1 - 3   | Romania   |
| 26-09-2013 | 16:00 UTC+2 | Romania   | 0 - 8   | Scozia    |
| 26-09-2013 | 16:00 UTC+2 | Georgia   | 2 - 3   | Macedonia |

### Gruppo 9
Giocato in Bulgaria.
| Pos. | Squadra    | Pt | G | V | N | P | GF | GS | DR  |
| ---- | ---------- | -- | - | - | - | - | -- | -- | --- |
| 1.   | Francia    | 9  | 3 | 3 | 0 | 0 | 14 | 0  | +14 |
| 2.   | Islanda    | 6  | 3 | 2 | 0 | 1 | 10 | 3  | +7  |
| 3.   | Slovacchia | 3  | 3 | 1 | 0 | 2 | 4  | 9  | -5  |
| 4.   | Bulgaria   | 0  | 3 | 0 | 0 | 3 | 0  | 16 | -16 |

| Data       | Ora         | Partita    | Partita | Partita    |
| ---------- | ----------- | ---------- | ------- | ---------- |
| 21-09-2013 | 16:30 UTC+3 | Francia    | 4 - 0   | Slovacchia |
| 21-09-2013 | 16:30 UTC+3 | Islanda    | 5 - 0   | Bulgaria   |
| 23-09-2013 | 16:30 UTC+3 | Francia    | 7 - 0   | Bulgaria   |
| 23-09-2013 | 16:30 UTC+3 | Slovacchia | 0 - 5   | Islanda    |
| 26-09-2013 | 15:00 UTC+3 | Islanda    | 0 - 3   | Francia    |
| 26-09-2013 | 15:00 UTC+3 | Bulgaria   | 0 - 4   | Slovacchia |

### Gruppo 10
Giocato in Ungheria.
| Pos. | Squadra    | Pt | G | V | N | P | GF | GS | DR  |
| ---- | ---------- | -- | - | - | - | - | -- | -- | --- |
| 1.   | Belgio     | 9  | 3 | 3 | 0 | 0 | 13 | 2  | +11 |
| 2.   | Turchia    | 6  | 3 | 2 | 0 | 1 | 6  | 7  | -1  |
| 3.   | Ungheria   | 3  | 3 | 1 | 0 | 2 | 8  | 9  | -1  |
| 4.   | Montenegro | 0  | 3 | 0 | 0 | 3 | 2  | 11 | -9  |

| Data       | Ora         | Partita    | Partita | Partita    |
| ---------- | ----------- | ---------- | ------- | ---------- |
| 21-09-2013 | 14:30 UTC+2 | Belgio     | 4 - 0   | Turchia    |
| 21-09-2013 | 14:30 UTC+2 | Ungheria   | 4 - 1   | Montenegro |
| 23-09-2013 | 14:30 UTC+2 | Belgio     | 4 - 0   | Montenegro |
| 23-09-2013 | 14:30 UTC+2 | Turchia    | 3 - 2   | Ungheria   |
| 26-09-2013 | 14:30 UTC+2 | Ungheria   | 2 - 5   | Belgio     |
| 26-09-2013 | 14:30 UTC+2 | Montenegro | 1 - 3   | Turchia    |

### Gruppo 11
Giocato in Lettonia.
| Pos. | Squadra          | Pt | G | V | N | P | GF | GS | DR  |
| ---- | ---------------- | -- | - | - | - | - | -- | -- | --- |
| 1.   | Svizzera         | 9  | 3 | 3 | 0 | 0 | 13 | 1  | +12 |
| 2.   | Ucraina          | 6  | 3 | 2 | 0 | 1 | 5  | 3  | +2  |
| 3.   | Irlanda del Nord | 3  | 3 | 1 | 0 | 2 | 6  | 6  | 0   |
| 4.   | Lettonia         | 0  | 3 | 0 | 0 | 3 | 1  | 15 | -14 |

| Data       | Ora         | Partita          | Partita | Partita          |
| ---------- | ----------- | ---------------- | ------- | ---------------- |
| 21-09-2013 | 13:00 UTC+3 | Ucraina          | 3 - 0   | Lettonia         |
| 21-09-2013 | 19:00 UTC+3 | Svizzera         | 3 - 1   | Irlanda del Nord |
| 23-09-2013 | 13:00 UTC+3 | Irlanda del Nord | 1 - 2   | Ucraina          |
| 23-09-2013 | 19:00 UTC+3 | Svizzera         | 8 - 0   | Lettonia         |
| 26-09-2013 | 16:00 UTC+3 | Ucraina          | 0 - 2   | Svizzera         |
| 26-09-2013 | 16:00 UTC+3 | Lettonia         | 1 - 4   | Irlanda del Nord |

### Confronto tra le seconde classificate
Si tiene conto solo dei risultati ottenuti contro la prima e la terza classificata del girone.
| Gr. | Squadra     | Pt | G | V | N | P | GF | GS | DR |
| --- | ----------- | -- | - | - | - | - | -- | -- | -- |
| 2   | Irlanda     | 4  | 2 | 1 | 1 | 0 | 5  | 3  | +2 |
| 3   | Portogallo  | 3  | 2 | 1 | 0 | 1 | 7  | 3  | +4 |
| 9   | Islanda     | 3  | 2 | 1 | 0 | 1 | 5  | 3  | +2 |
| 4   | Rep. Ceca   | 3  | 2 | 1 | 0 | 1 | 4  | 4  | 0  |
| 5   | Bielorussia | 3  | 2 | 1 | 0 | 1 | 1  | 1  | 0  |
| 11  | Ucraina     | 3  | 2 | 1 | 0 | 1 | 2  | 3  | -1 |
| 6   | Serbia      | 3  | 2 | 1 | 0 | 1 | 2  | 4  | -2 |
| 1   | Croazia     | 3  | 2 | 1 | 0 | 1 | 3  | 6  | -3 |
| 10  | Turchia     | 3  | 2 | 1 | 0 | 1 | 3  | 6  | -3 |
| 8   | Romania     | 3  | 2 | 1 | 0 | 1 | 3  | 9  | -6 |
| 7   | Italia      | 2  | 2 | 0 | 2 | 0 | 2  | 2  | 0  |

## Secondo turno
Le partite si sono disputate dal 5 al 10 aprile 2014.

### Gruppo 1
Giocato in Portogallo.
| Pos. | Squadra     | Pt | G | V | N | P | GF | GS | DR  |
| ---- | ----------- | -- | - | - | - | - | -- | -- | --- |
| 1.   | Spagna      | 9  | 3 | 3 | 0 | 0 | 13 | 0  | +13 |
| 2.   | Svizzera    | 6  | 3 | 2 | 0 | 1 | 7  | 2  | +5  |
| 3.   | Portogallo  | 3  | 3 | 1 | 0 | 2 | 11 | 4  | +7  |
| 4.   | Bielorussia | 0  | 3 | 0 | 0 | 3 | 0  | 25 | -25 |

| Data      | Ora         | Partita     | Partita | Partita     |
| --------- | ----------- | ----------- | ------- | ----------- |
| 5-4-2014  | 14:00 UTC+1 | Svizzera    | 5 - 0   | Bielorussia |
| 5-4-2014  | 16:00 UTC+1 | Spagna      | 2 - 0   | Portogallo  |
| 7-4-2014  | 14:00 UTC+1 | Spagna      | 10 - 0  | Bielorussia |
| 7-4-2014  | 16:00 UTC+1 | Portogallo  | 1 - 2   | Svizzera    |
| 10-4-2014 | 16:00 UTC+1 | Svizzera    | 0 - 1   | Spagna      |
| 10-4-2014 | 16:00 UTC+1 | Bielorussia | 0 - 10  | Portogallo  |

### Gruppo 2
Giocato in Croazia.
| Pos. | Squadra | Pt | G | V | N | P | GF | GS | DR |
| ---- | ------- | -- | - | - | - | - | -- | -- | -- |
| 1.   | Scozia  | 9  | 3 | 3 | 0 | 0 | 9  | 1  | +8 |
| 2.   | Russia  | 4  | 3 | 1 | 1 | 1 | 4  | 4  | 0  |
| 3.   | Croazia | 2  | 3 | 0 | 2 | 1 | 1  | 3  | -2 |
| 4.   | Islanda | 1  | 3 | 0 | 1 | 2 | 4  | 10 | -6 |

| Data      | Ora         | Partita | Partita | Partita |
| --------- | ----------- | ------- | ------- | ------- |
| 5-4-2014  | 15:30 UTC+2 | Scozia  | 5 - 1   | Islanda |
| 5-4-2014  | 15:30 UTC+2 | Russia  | 0 - 0   | Croazia |
| 7-4-2014  | 15:30 UTC+2 | Scozia  | 2 - 0   | Croazia |
| 7-4-2014  | 15:30 UTC+2 | Islanda | 2 - 4   | Russia  |
| 10-4-2014 | 14:00 UTC+2 | Russia  | 0 - 2   | Scozia  |
| 10-4-2014 | 14:00 UTC+2 | Croazia | 1 - 1   | Islanda |

### Gruppo 3
Giocato in Francia.
| Pos. | Squadra | Pt | G | V | N | P | GF | GS | DR |
| ---- | ------- | -- | - | - | - | - | -- | -- | -- |
| 1.   | Svezia  | 9  | 3 | 3 | 0 | 0 | 4  | 1  | +3 |
| 2.   | Francia | 4  | 3 | 1 | 1 | 1 | 7  | 4  | +3 |
| 3.   | Romania | 3  | 3 | 1 | 0 | 2 | 4  | 7  | -3 |
| 4.   | Polonia | 1  | 3 | 0 | 1 | 2 | 4  | 7  | -3 |

| Data      | Ora         | Partita | Partita | Partita |
| --------- | ----------- | ------- | ------- | ------- |
| 5-4-2014  | 16:00 UTC+2 | Francia | 5 - 1   | Romania |
| 5-4-2014  | 18:00 UTC+2 | Svezia  | 2 - 1   | Polonia |
| 7-4-2014  | 17:30 UTC+2 | Svezia  | 1 - 0   | Romania |
| 7-4-2014  | 18:00 UTC+2 | Polonia | 2 - 2   | Francia |
| 10-4-2014 | 18:30 UTC+2 | Francia | 0 - 1   | Svezia  |
| 10-4-2014 | 18:30 UTC+2 | Romania | 3 - 1   | Polonia |

### Gruppo 4
Giocato in Belgio.
| Pos. | Squadra   | Pt | G | V | N | P | GF | GS | DR  |
| ---- | --------- | -- | - | - | - | - | -- | -- | --- |
| 1.   | Belgio    | 9  | 3 | 3 | 0 | 0 | 6  | 2  | +4  |
| 2.   | Germania  | 6  | 3 | 2 | 0 | 1 | 11 | 2  | +9  |
| 3.   | Rep. Ceca | 3  | 3 | 1 | 0 | 2 | 6  | 7  | -1  |
| 4.   | Ucraina   | 0  | 3 | 0 | 0 | 3 | 2  | 14 | -12 |

| Data      | Ora         | Partita   | Partita | Partita   |
| --------- | ----------- | --------- | ------- | --------- |
| 5-4-2014  | 14:00 UTC+2 | Belgio    | 3 - 1   | Ucraina   |
| 5-4-2014  | 16:00 UTC+2 | Germania  | 4 - 1   | Rep. Ceca |
| 7-4-2014  | 14:00 UTC+2 | Rep. Ceca | 1 - 2   | Belgio    |
| 7-4-2014  | 16:00 UTC+2 | Germania  | 7 - 0   | Ucraina   |
| 10-4-2014 | 11:00 UTC+2 | Belgio    | 1 - 0   | Germania  |
| 10-4-2014 | 11:00 UTC+2 | Ucraina   | 1 - 4   | Rep. Ceca |

### Gruppo 5
Giocato nei Paesi Bassi.
| Pos. | Squadra     | Pt | G | V | N | P | GF | GS | DR |
| ---- | ----------- | -- | - | - | - | - | -- | -- | -- |
| 1.   | Paesi Bassi | 7  | 3 | 2 | 1 | 0 | 6  | 1  | +5 |
| 2.   | Irlanda     | 7  | 3 | 2 | 1 | 0 | 2  | 0  | +2 |
| 3.   | Turchia     | 1  | 3 | 0 | 1 | 2 | 1  | 4  | -3 |
| 4.   | Austria     | 1  | 3 | 0 | 1 | 2 | 2  | 6  | -4 |

| Data      | Ora         | Partita     | Partita | Partita     |
| --------- | ----------- | ----------- | ------- | ----------- |
| 5-4-2014  | 16:00 UTC+2 | Austria     | 0 - 1   | Irlanda     |
| 5-4-2014  | 18:30 UTC+2 | Paesi Bassi | 2 - 0   | Turchia     |
| 7-4-2014  | 17:00 UTC+2 | Austria     | 1 - 1   | Turchia     |
| 7-4-2014  | 19:30 UTC+2 | Irlanda     | 0 - 0   | Paesi Bassi |
| 10-4-2014 | 19:00 UTC+2 | Paesi Bassi | 4 - 1   | Austria     |
| 10-4-2014 | 19:00 UTC+2 | Turchia     | 0 - 1   | Irlanda     |

### Gruppo 6
Giocato in Finlandia.
| Pos. | Squadra     | Pt | G | V | N | P | GF | GS | DR |
| ---- | ----------- | -- | - | - | - | - | -- | -- | -- |
| 1.   | Inghilterra | 9  | 3 | 3 | 0 | 0 | 8  | 0  | +8 |
| 2.   | Finlandia   | 4  | 3 | 1 | 1 | 1 | 6  | 7  | -1 |
| 3.   | Serbia      | 3  | 3 | 1 | 0 | 2 | 1  | 6  | -5 |
| 4.   | Danimarca   | 1  | 3 | 0 | 1 | 2 | 2  | 4  | -2 |

| Data      | Ora         | Partita     | Partita | Partita     |
| --------- | ----------- | ----------- | ------- | ----------- |
| 5-4-2014  | 12:00 UTC+3 | Inghilterra | 1 - 0   | Danimarca   |
| 5-4-2014  | 17:00 UTC+3 | Finlandia   | 4 - 0   | Serbia      |
| 7-4-2014  | 11:00 UTC+3 | Inghilterra | 2 - 0   | Serbia      |
| 7-4-2014  | 15:00 UTC+3 | Danimarca   | 2 - 2   | Finlandia   |
| 10-4-2014 | 11:00 UTC+3 | Finlandia   | 0 - 5   | Inghilterra |
| 10-4-2014 | 11:00 UTC+3 | Serbia      | 1 - 0   | Danimarca   |

### Confronto tra le seconde classificate
| Gr. | Squadra   | Pt | G | V | N | P | GF | GS | DR |
| --- | --------- | -- | - | - | - | - | -- | -- | -- |
| 5   | Irlanda   | 4  | 2 | 1 | 1 | 0 | 1  | 0  | +1 |
| 3   | Francia   | 3  | 2 | 1 | 0 | 1 | 5  | 2  | +3 |
| 4   | Germania  | 3  | 2 | 1 | 0 | 1 | 4  | 2  | +2 |
| 1   | Svizzera  | 3  | 2 | 1 | 0 | 1 | 2  | 2  | 0  |
| 6   | Finlandia | 3  | 2 | 1 | 0 | 1 | 4  | 5  | -1 |
| 2   | Russia    | 1  | 2 | 0 | 1 | 1 | 0  | 2  | -2 |